# منتدى الشرق الأوسط
منتدى الشرق الأوسط (MEF) مؤسسة بحثية أمريكية تأسست في عام 1990 من قبل دانيال بايبس، الذي يشغل منصب رئيسها. أصبحت المؤسسة مستقلة غير ربحية في عام 1994. وتنشر مجلة الشرق الأوسط الربع سنوية.

## الروابط الخارجية
1. ↑   https://www.charitynavigator.org/ein/237749796. اطلع عليه بتاريخ 2022-02-04. {{استشهاد ويب}}: |url= بحاجة لعنوان (مساعدة) والوسيط |title= غير موجود أو فارغ (من ويكي بيانات) (مساعدة)
2. 1 2 3   https://www.charitynavigator.org/ein/237749796. اطلع عليه بتاريخ 2022-02-04. {{استشهاد ويب}}: |url= بحاجة لعنوان (مساعدة) والوسيط |title= غير موجود أو فارغ (من ويكي بيانات) (مساعدة)
3. ↑  Scrutiny Increases for a Group Advocating for Muslims in U.S. نسخة محفوظة 05 أغسطس 2017 على موقع واي باك مشين.
4. ↑  "Middle East Forum" listed in "Search Results" and "Resource Library" on the website of the Foreign Policy Association; cf. organization website for Meforum.org, Middle East Forum, one of DanielPipes.org", "Daniel Pipes's websites" (incl. its "Mission" statement), all accessed February 24, 2007. نسخة محفوظة 06 أغسطس 2017 على موقع واي باك مشين.